# H. Sperling

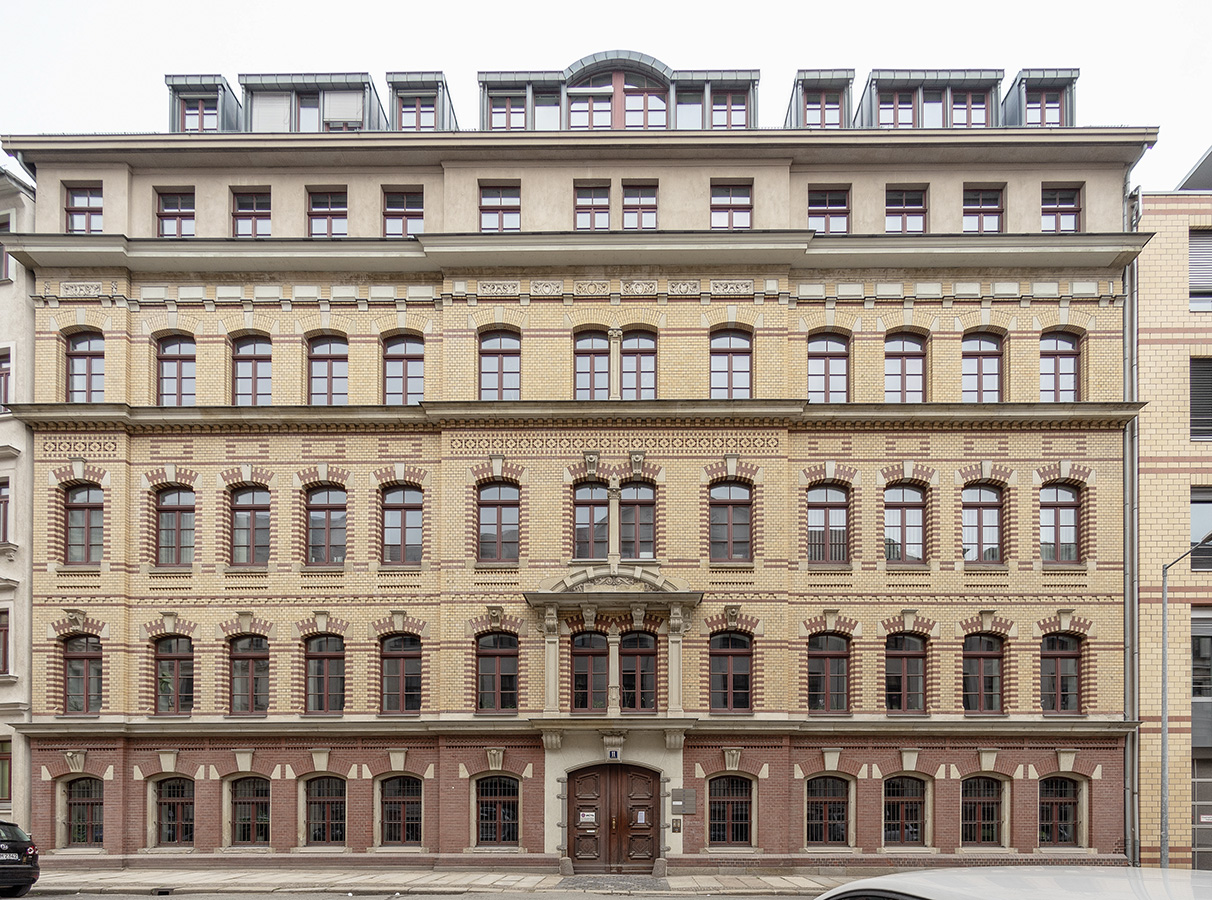
Denkmalgeschütztes Betriebsgebäude von H. Sperling in Leipzig-Reudnitz

Die H. Sperling Buchbinderei in Leipzig war eine der ältesten Buchbindereien Leipzigs. Die 1846 gegründete Firma setzte im Zuge der Industrialisierung als erste Leipziger Buchbinderei im Jahr 1866 Dampfmaschinen im eigenen Betrieb ein und stellte zudem die damals neuesten Hilfsmaschinen auf.

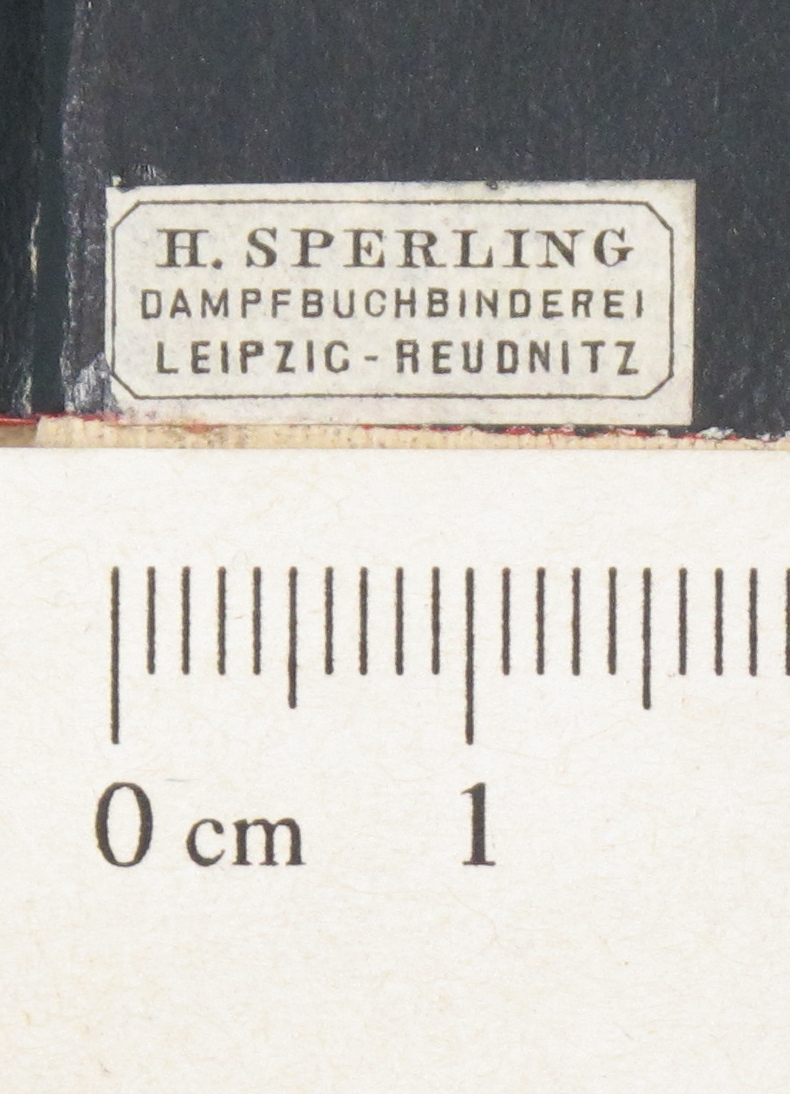
Etikett der H. Sperling Dampfbuchbinderei in Reudnitz;
aus der Provenienzforschung durch den Gemeinsamen Bibliotheksverbund (GBV)

1888 zerstörte ein Feuer die Sperlingsche Fabrik. Um dem Betriebsausfall zu begegnen, wurde die 1851 gegründete „Herzogsche Buchbinderei“ aufgekauft, die damals 150 Arbeiter rund um mehr als 100 Hilfsmaschinen beschäftigte. 1889 informierte ein Geschäftsrundschreiben zur „Übernahme des Geschäftes von J. R. Herzog“.
1896 übernahm der Buchbinder und Fachschriftsteller Paul Kersten die Leitung der Handbinde-Abteilung bei H. Sperling, um kurz darauf seine ersten Erfolge auf der Sächsisch-Thüringischen Industrie- und Gewerbeausstellung in Leipzig 1897 vorstellen zu können. Dort präsentierte sich das Unternehmen zudem mittels einer mit Jugendstil-Elementen verzierten Mappe in bewusster Abgrenzung insbesondere zu den angeblich teureren englischen Konkurrenten nicht als kunst-, sondern als kunstgewerbliche Anstalt: Ein kommentierter Katalog mit einer illustrierten Darstellung ausgestellter eigener Produkte mit Preisangaben listete unter der Überschrift „Künstlerische Bucheinbände in Handarbeit“ dennoch beispielsweise die
„Adressmappe für Se. Kgl. Hoheit Prinz Georg Herzog zu Sachsen gefertigt. Braun Kalbleder, Mittelfeld oliv Plüsch, Lederschnitteinlagen mit reichen silbernen und vergoldeten Beschlägen. Preis: 1000 Mark.“
Noch vor der Jahrhundertwende wurde eine Filiale mit einer kunstgewerblichen Buchbinderabteilung in Berlin eröffnet, die zudem eine Vereinigung mit der Kaiserlichen Hofbuchbinderei W. Collin unter Georg Collin einging.
Etwa zur selben Zeit produzierte Sperling vor allem für den Verlagsbuchhandel, insbesondere die verschiedenartigsten Einbände für Bücher sowie Einbanddecken und Mappen.
Von 1910 bis 1913 ließ das Unternehmen einen Fabrikneubau an der Leipziger Ostmannstraße Ecke Platzmannstraße errichten.
Kurz vor dem Ersten Weltkrieg betrieb H. Sperling in Leipzig eine Dampfmaschine mit 100 PS und rund 400 Hilfsmaschinen; eine gleich hohe Zahl von Arbeitern kam dort zum Einsatz. Zudem war unterdessen in Berlin eine Filiale eingerichtet worden, in der rund 200 Arbeiter tätig waren. Dort lieferten bereits Elektromotoren eine Gesamtkraft von 50 PS.
Am 1. April 1971 übernahm H. Sperling die Firma Th. Knaur-Hübel & Denck, Großbuchbinderei und führte deren Produktion unter eigenem Namen fort.

## Weitere Persönlichkeiten
- Ein Etikett-Vordruck für das Jahr 1909 weist einen Bucheinband nach Entwurf des Künstlers Hugo Steiner-Prag aus.[8]
- Günter Gnauk gestaltete die auf 600 Exemplare limitierte und von der Pirckheimer-Gesellschaft initiierte Leinenmappe Glück und Wohlergehen. Die Tet-Bilder aus Dong-ho mit 10 farbigen, auf Pappbögen montierten Originalholzschnitten auf Reispapier,[9] die 1964 vom VEB Verlag der Kunst in Dresden für ursprünglich 58 Mark angeboten wurde.[10]

## Schriften (Auswahl)
- Gustav Herrmann (Hrsg.), Bruno Héroux: Die Ästhetik des Buchgewandes. Festschrift aus Anlass des 75jährigen Bestehens der Großbuchbinderei H. Sperling, Leipzig. Mit 1 Bildnis des Senior-Chefs Alfred Sperling in Tiefdruck nach einer Radierung, Leipzig: Spamer, [1921]

## Archivalien
Archivalien von und über die Firma H. Sperling finden sich beispielsweise
- im Stadtarchiv Leipzig, darunter Kostenanschläge und Abrechnungen zu dem um 1913 fertiggestellten Fabrikneubau[7]
- im deutschen Bundesarchiv; 83 Seiten von 1950 unter dem Titel Akkordzeiten für Buchbinderarbeiten / Großbuchbinderei H. Sperling. Anlage zur Betriebsvereinbarung, abgeschlossen zwischen Geschäftsleitung und Betriebsgewerkschaftsleitung, Lohnkommission, Archivsignatur BAB / ZBG : XIII 8865[11]
- im Sächsischen Staatsarchiv: Akten des Arbeitsamtes Leipzig mit unter anderem 248 Arbeitsbuchkarteikarten, Archivsignatur Sächsisches Staatsarchiv, 20225 Arbeitsamt Leipzig, Nr. 5944/02[12]